# Live + 1
Live + 1 ist der zweite von der Band Frehley’s Comet veröffentlichte Tonträger. Es handelt sich um eine EP mit vier Liveaufnahmen und einem von Eddie Kramer produzierten Studiotrack.

## Entstehungsgeschichte
Frehley’s Comet hatten im Juli 1987 ihr erstes Album veröffentlicht und einen Achtungserfolg erzielen können. Um Band und Album bekannt zu machen, begab sich die Gruppe in den USA auf Tournee, während der verschiedene Konzerte mitgeschnitten wurden. Später war die Gruppe vom 28. Oktober 1987 an im Vorprogramm von Alice Cooper unterwegs, allerdings lohnte sich dies in finanzieller Hinsicht nicht, sodass Frehley’s Comet die Tournee nach dem Konzert am 10. November 1987 verließ. Anschließend tingelte die Gruppe in eigener Verantwortung weiter.
Wegen seiner Verpflichtungen für die Late Letterman-Show hatte Anton Fig zunächst nicht an der Tournee teilnehmen können. Er wurde durch Billy Ward ersetzt, der während der Sommertermine der Gruppe spielte. Als es zu Spannungen kam, wurde eine kurze Pause genutzt, ihn zu entlassen, anschließend nutzte Fig einen zweiwöchigen Urlaub, um mit Frehley’s Comet die Tournee fortzusetzen. Aus den in dieser Zeit entstandenen Aufnahmen wählte die Gruppe vier Titel aus, die am 4. September 1987 beim Konzert im Aragon Ballroom in Chicago aufgenommen worden waren. Grund für die Veröffentlichung war, die Band in der öffentlichen Wahrnehmung zu halten, die Entscheidung dazu fällte Jon Zazula, Chef der Plattenfirma Megaforce Records.
Zusätzlich zu den vier Songs, von denen zwei von Frehley’s ehemaliger Band Kiss stammten, aber von Frehley geschrieben worden waren, enthielt Live + 1 den Studiotitel Words are not Enough. Dieses Lied war bereits 1980 von Jim Keneally geschrieben und von Frehley’s Comet für das 1985 produzierte Demoband verwendet worden. Bei den Aufnahmen zum Debütalbum war Words are not Enough dann als sogenanntes Outtake übrig geblieben. Der Titel umfasst ursprünglich drei Strophen, wurde jedoch im Vergleich zur Demoversion um 20 Sekunden gekürzt und blieb als zweistrophiges Lied erhalten. Frehley wurde durch die Bearbeitung Mitautor des Titels.

## Veröffentlichung
Das Album wurde im Februar 1988 veröffentlicht. Das Coverfoto von Mark Weiss, der im Vorjahr die Porträts für das Cover des Albums Crazy Nights von Kiss aufgenommen hatte, zeigte eine Liveaufnahme der Band. Zu sehen sind Howarth, Frehley und Regan, der Schlagzeuger ist nicht zu sehen, man erkennt lediglich den mit Scheinwerfern bestückten Drumriser, darüber ist künstlicher Nebel zu sehen. Im oberen Drittel des Bildes befindet sich das Bandlogo, darunter ist der Albumtitel gedruckt. Auf der Rückseite sind vier Einzelfotos der Bandmitglieder zu sehen, die von verschiedenen Fotografen aufgenommen worden waren: Ace Frehley wurde von Lydia Criss, Howarth und Fig von Frank White und Regan von Gene Ambo fotografiert.

## Rezeption
„Schon “Words are not Enough” alleine ist den Kauf wert. Die Livestücke sind ebenfalls gut, besonders die Coverversion von Kiss’ Rocket Ride.“

Das deutsche Magazin Metal Hammer schrieb:
Das Album erreichte Platz 84 der Billboard 200 und konnte sich zehn Wochen halten.

## Titelliste
1. Rip it out (Gesang: Ace Frehley; Text und Musik: Ace Frehley) – 4:34
2. Breakout (Gesang: Tod Howarth; Text und Musik: Ace Frehley, Eric Carr, Richie Scarlett) – 7:32
3. Something Moved (Gesang: Tod Howarth; Text und Musik: Tod Howarth) – 3:57
4. Rocket Ride (Gesang: Ace Frehley; Text und Musik: Ace Frehley) – 4:34
5. Words are not Enough (Studiotrack; Gesang: Ace Frehley; Text und Musik: Ace Frehley, Jim Keneally) – 3:25